# Liste der Monuments historiques in Courthiézy
Die Liste der Monuments historiques in Courthiézy führt die Monuments historiques in der französischen Gemeinde Courthiézy auf.

## Liste der Objekte
| Bezeichnung                                                 | Beschreibung                                                     | Standort                     | Kennzeichnung | Schutzstatus | Datum | Bild |
| ----------------------------------------------------------- | ---------------------------------------------------------------- | ---------------------------- | ------------- | ------------ | ----- | ---- |
| Altar                                                       | Altartisch und Tabernakel; Holz, farbig gefasst, 18. Jahrhundert | in der Kirche St-Omer (Lage) | PM51003086    | Inscrit      | 1980  |      |
| Skulptur Heiliger Blasius                                   | Stein, farbig gefasst, 16. Jahrhundert                           | in der Kirche St-Omer (Lage) | PM51003083    | Inscrit      | 1980  |      |
| Skulptur Madonna mit Kind                                   | Stein, farbig gefasst, 16. Jahrhundert                           | in der Kirche St-Omer (Lage) | PM51003087    | Inscrit      | 1980  |      |
| Skulptur Heiliger Nikolaus                                  | Holz, farbig gefasst, 18. Jahrhundert                            | in der Kirche St-Omer (Lage) | PM51003082    | Inscrit      | 1980  |      |
| Zwei Skulpturen: Heiliger Sebastian und Johannes der Täufer | Holz, farbig gefasst, 17. Jahrhundert                            | in der Kirche St-Omer (Lage) | PM51003090    | Inscrit      | 1980  |      |
| Skulptur Johannes Evangelist                                | Holz, farbig gefasst, 17. Jahrhundert                            | in der Kirche St-Omer (Lage) | PM51003089    | Inscrit      | 1980  |      |
| Skulptur Heiliger Audomar                                   | Holz, farbig gefasst, 17. Jahrhundert                            | in der Kirche St-Omer (Lage) | PM51003084    | Inscrit      | 1980  |      |
| Kruzifix mit Evangelistensymbolen                           | Holz, farbig gefasst, 16. Jahrhundert                            | in der Kirche St-Omer (Lage) | PM51003085    | Inscrit      | 1980  |      |
| Skulptur Mater dolorosa                                     | Holz, farbig gefasst, 17. Jahrhundert                            | in der Kirche St-Omer (Lage) | PM51003088    | Inscrit      | 1980  |      |